# Гаоми
Гаоми́ (кит. упр. 高密, пиньинь Gāomì, буквально: «верховья реки Мишуй») — городской уезд городского округа Вэйфан провинции Шаньдун (КНР).

## История
Уезд Гаоми (高密县) был создан ещё при империи Цинь. При империи Западная Хань уезд был в 73 году до н. э. преобразован в удельное владение. Во времена диктатуры Ван Мана Гаоми был в 9 году переименован в Чжанмоу (章牟), но при империи Восточная Хань вернул себе прежнее название. В эпоху Южных и Северных династий удел был при династии Лю Сун преобразован в округ Гаоми (高密郡). При империи Тан округ вновь стал уездом и был подчинён области Мичжоу (密州). При империи Юань уезд перешёл в подчинение области Цзяочжоу (胶州).
В 1950 году был создан Специальный район Цзяочжоу (胶州专区), и уезд вошёл в его состав. В 1956 году Специальный район Цзяочжоу был расформирован, и уезд был передан в состав Специального района Чанвэй (昌潍专区). В 1967 году Специальный район Чанвэй был переименован в Округ Чанвэй (昌潍地区). В 1981 году Округ Чанвэй был переименован в Округ Вэйфан (潍坊地区).
В 1983 году округ Вэйфан был расформирован, а вместо него образован Городской округ Вэйфан. В 1994 году уезд Гаоми был преобразован в городской уезд.

## Административное деление
Городской уезд делится на 3 уличных комитета и 7 посёлков.